# Route d'Asnières (Clichy)
La route d'Asnières est une voie de Clichy, dans le département des Hauts-de-Seine, en France,.

## Situation et accès
Cette route, orientée du nord au sud, commence son tracé au bord de la Seine, au carrefour du quai Charles-Pasqua  et du quai de Clichy. Elle passe entre le faisceau de la ligne de Paris-Saint-Lazare au Havre, côté ouest, et le parc des Impressionnistes, parc d'agrément créé sur l'emprise de  l'ancienne usine à gaz de Clichy, côté est. Elle marque ensuite l'extrémité sud de la rue du Bac-d'Asnières, et se termine au croisement de la rue Pierre-Bérégovoy (anciennement chemin des Chasses, puis rue des Chasses) et de la rue Victor-Hugo sur le territoire de Levallois-Perret.

## Origine du nom
Le nom de cette voie de communication provient de la ville d'Asnières-sur-Seine vers laquelle elle se dirige.

## Historique

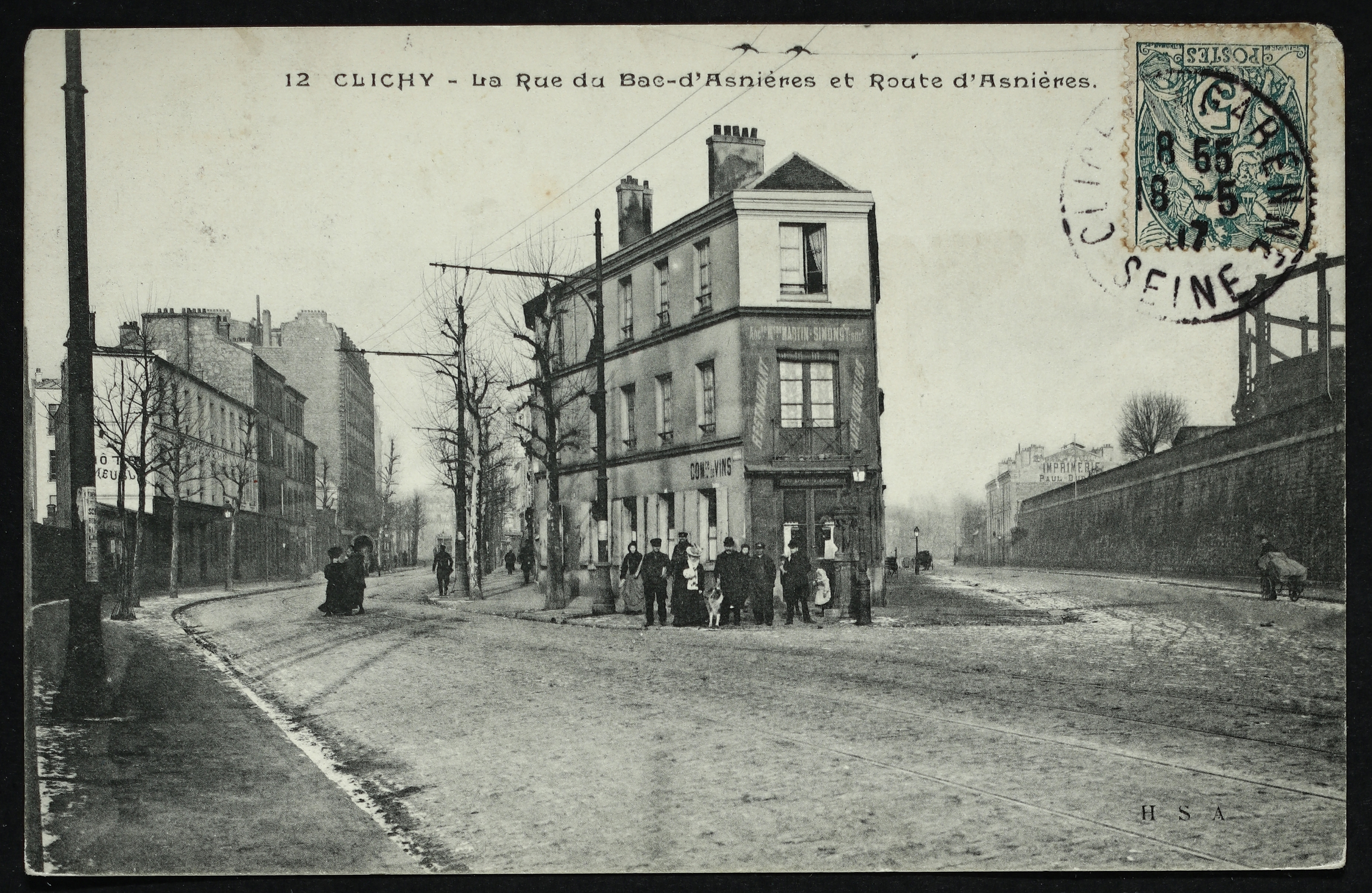
La rue du Bac-d'Asnières et la route d'Asnières, vers 1900. On voit un gazomètre sur la droite.

C'est en 1875 que la ville de Clichy vend à la ville de Paris des terrains en bord de Seine afin de construire une usine à gaz.
L'ingénieur Gustave Eiffel réalisa à cet endroit deux ouvrages : les gazomètres de l'usine, et le pont de biais de la rue Victor-Hugo, bâti en 1875.
De nombreux ateliers de mécaniques se trouvaient à cet endroit. Dès les années 2010, le quartier a été transformé avec la création d'un écoquartier.

## Bâtiments remarquables et lieux de mémoire

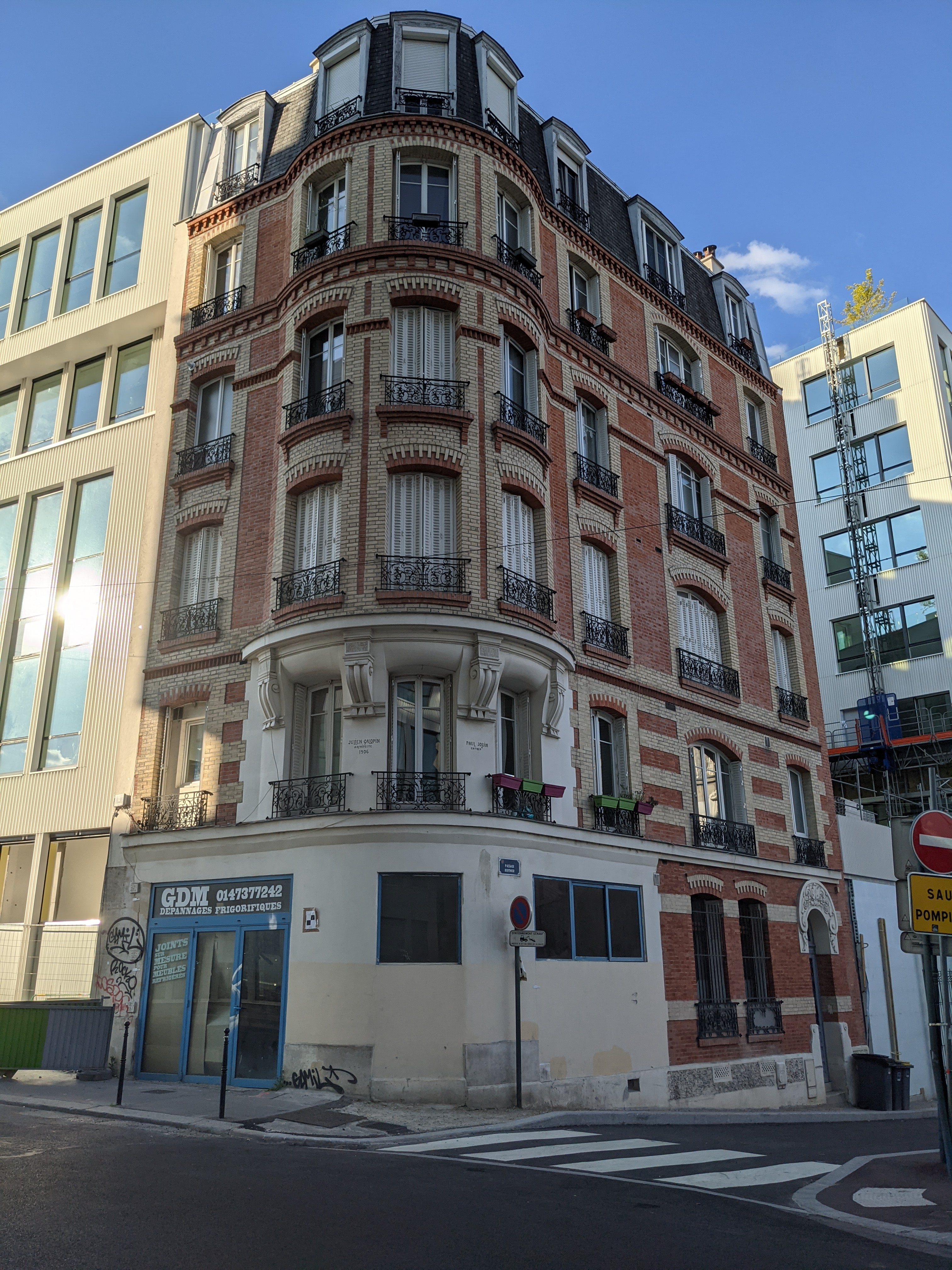
Immeuble passage Berthier, 2021.

- Parc des Impressionnistes[10].
- Cimetière de Levallois-Perret.